# Liste de peintures de Michel Corneille l'Ancien
Cette page dresse la Liste des peintures de Michel Corneille l'Ancien (vers 1601-1664).
| Image | Titre                                                                         | Date           | Techniques et dimensions         | Commentaire | Lieu de conservation                                  | N° de catalogue raisonné (Coquery, 2006) |
| ----- | ----------------------------------------------------------------------------- | -------------- | -------------------------------- | ----------- | ----------------------------------------------------- | ---------------------------------------- |
|       |                                                                               |                |                                  |             |                                                       |                                          |
|       | Esaü cédant son droit d'aînesse à Jacob                                       | 1630           | Huile sur toile 115 x 126 cm     |             | Orléans, musée des Beaux-Arts                         | 1                                        |
|       | Saint François-Xavier en adoration devant la Vierge et l'Enfant               | vers 1640      | Huile sur toile 220 x 165 cm     |             | Orléans, musée des Beaux-Arts                         | 2                                        |
|       | Saint Louis recevant la couronne d'épines des mains du Christ                 | vers 1640      | Huile sur toile 282 x 356 cm     |             | Paris, église Saint-Paul-Saint-Louis                  | 3                                        |
|       | Louis XIII offrant à saint Louis le modèle de la maison professe des Jésuites | vers 1640      | Huile sur toile                  | Attribué    | Paris, église Saint-Paul-Saint-Louis                  | Non catalogué                            |
|       | Ville antique avec une scène de sacrifice                                     |                | Huile sur toile 135 x 184 cm     |             | Collection particulière                               | 4                                        |
|       | Saint Paul et Saint Barnabé à Lystres                                         | 1644           | Huile sur toile 344 x 268 cm     |             | Arras, musée des Beaux-Arts                           | 5                                        |
|       | Saint Paul et Saint Barnabé à Lystres                                         | 1644           | Huile sur toile 64 x 50 cm       |             | Paris, musée Carnavalet                               | 6                                        |
|       | La Présentation de la Vierge au temple                                        |                | Huile sur toile 184 x 135 cm     |             | Dijon, musée des Beaux-Arts                           | 7                                        |
|       | La Mise au tombeau                                                            |                | Huile sur toile 230 x 133 cm     |             | Pommard, église Saint-Pierre-et-Sainte-Agnès          | 8                                        |
|       | Le Mariage de la Vierge                                                       |                | Huile sur toile 260 x 173 cm     |             | Localisation actuelle inconnue                        | 9                                        |
|       | Apparition de la Vierge à une sainte Claire ou sainte Scholastique            |                | Huile sur toile 123 x 90 cm      |             | Vendôme, église de la Trinité                         | 10                                       |
|       | La Visitation                                                                 | 1650           | Huile sur toile 300 x 200 cm     |             | Blois, musée des Beaux-Arts                           | 11                                       |
|       | La Mort de Cléopâtre                                                          |                | Huile sur toile 141 x 183 cm     |             | Portland, Museum of Art                               | 12                                       |
|       | Didon et Énée                                                                 |                | Huile sur toile 50 x 65 cm       |             | Localisation actuelle inconnue                        | 13                                       |
|       | Juda et Tamar                                                                 |                | Huile sur toile 154 x 149 cm     |             | Collection particulière                               | 14                                       |
|       | Didon accueille Énée                                                          |                | Huile sur toile 144 x 156 cm     |             | Collection particulière                               | 15                                       |
|       | Saint Roch entouré de saint Sébastien et saint Louis                          |                | Huile sur toile 205 x 137 cm     |             | Claveyson, église paroissiale                         | 16                                       |
|       | La Vocation de la bienheureuse Agnès d'Assise                                 |                | Huile sur toile 316 x 228 cm     |             | Saint-Flour, cathédrale Saint-Pierre                  | 17                                       |
|       | La Vocation de sainte Claire d'Assise                                         | vers 1655-1660 | Huile sur toile 316 x 200 cm     |             | Nantes, musée des Beaux-Arts                          | 18                                       |
|       | Le Baptême du centenier Corneille                                             | 1658           | Huile sur toile 400 x 250 cm     |             | Toulouse, église Saint-Pierre-des-Chartreux           | 19                                       |
|       | Le Baptême du centenier Corneille                                             | 1658           | Huile sur toile 88 x 70 cm       |             | Saint-Pétersbourg, musée de l'Ermitage                | 20                                       |
|       | L'Assomption                                                                  | 1661           | Huile sur toile 400 x 285 cm     |             | Beaugency, église Notre-Dame                          | 21                                       |
|       | L'Assomption                                                                  |                | Huile sur toile 202 x 166 cm     |             | Dijon, musée des Beaux-Arts                           | 22                                       |
|       | Ex-voto pour la guérison de Louis XIV                                         | 1658           | Huile sur toile 250 x 483 cm     |             | Versailles, musée national du château                 | 23                                       |
|       | Le Massacre des Innocents                                                     |                | Huile sur toile 410 x 227 cm     |             | Tours, musée des Beaux-Arts                           | 24                                       |
|       | Sainte Cécile                                                                 |                | Huile sur toile 102 x 137 cm     | Attribué    | Saint-Pétersbourg, musée de l'Ermitage                | 25                                       |
|       | Carmélite en oraison                                                          |                | Huile sur toile 175 x 104 cm     | Attribué    | Sermentizon, château d'Aulteribe                      | 26                                       |
|       | Le Baptême de l'eunuque                                                       |                | Huile sur toile 98 x 68 cm       | Attribué    | Nancy, musée des Beaux-Arts                           | 27                                       |
|       | Jésus chez Marthe et Marie                                                    |                | Huile sur toile 95 x 95 cm       | Attribué    | Saint-Cloud, musée du Grand-Siècle                    | 28                                       |
|       | Histoire de Psyché                                                            | vers 1660-1664 |                                  |             | Paris, Hôtel Amelot de Bisseuil                       | Décor 1                                  |
|       | Psyché avec la vieille                                                        | vers 1660-1664 | Huile sur toile 129 x 95,5 cm    |             | Paris, Centre des Monuments nationaux, hôtel de Sully | Non catalogué                            |
|       | Décor du cabinet des miroirs de Maisons-Laffitte                              |                | Huile sur enduit                 |             | Maisons-Laffitte, château                             | Décor 2                                  |
|       | Décor de la galerie du château de Maisons-Laffitte                            |                |                                  |             | Maisons-Laffitte, château (décor détruit)             | Décor 3                                  |
|       | La Résurrection                                                               |                |                                  |             | Paris, église Saint-Nicolas-des-Champs                | Décor 4                                  |
|       | Samson au repos                                                               |                | Huile sur toile 91 x 98 cm       |             | Maisons-Laffitte, château                             | Non catalogué                            |
|       | La Mort de Virginie                                                           |                | Huile sur toile 190 x 117 cm     |             | Saint-Cloud, musée du Grand Siècle                    | Non catalogué                            |
|       | Zénobie                                                                       |                | Huile sur toile 150 x 75 cm      |             | Collection particulière                               | Non catalogué                            |
|       | Le mariage de la Vierge                                                       |                | Huile sur toile 238,8 x 382,3 cm |             | Collection particulière                               | Non catalogué                            |
|       | La Visitation                                                                 |                | Huile sur toile 300 x 200 cm     |             | Chartres, cathédrale Notre-Dame                       | Non catalogué                            |